# Kenji Fukuda
Kenji Fukuda (福田 健二 Fukuda Kenji?, 21 de octubre de 1977, Niihama, Ehime) es un exfutbolista japonés que jugaba como delantero. En 2016 se retiró, acabando su carrera en el Dreams Metro Gallery de la Primera División de Hong Kong. Actualmente es el secretario técnico del Yokohama FC.

## Trayectoria

### Guaraní
Fue cedido al Club Guaraní en el 2004 e hizo su debut contra Cerro Porteño en febrero. Asistió en el gol de su equipo pero perdieron 3 a 1.

## Clubes
| Club                 | País      | Año       |
| -------------------- | --------- | --------- |
| Nagoya Grampus Eight | Japón     | 1996-2001 |
| FC Tokyo             | Japón     | 2001-2003 |
| Vegalta Sendai       | Japón     | 2003      |
| Guaraní              | Paraguay  | 2004      |
| Pachuca              | México    | 2005      |
| Pachuca Juniors      | México    | 2005      |
| Irapuato             | México    | 2005      |
| Castellón            | España    | 2005-2006 |
| Numancia             | España    | 2006-2007 |
| Las Palmas           | España    | 2007-2008 |
| Ionikos FC           | Grecia    | 2008-2009 |
| Ehime FC             | Japón     | 2010-2012 |
| Dreams Metro Gallery | Hong Kong | 2013-2016 |

## Estadísticas
| Club    | Temporada | Liga             | Liga | Liga  | Continental | Continental | Otro | Otro  | Total | Total |
| Club    | Temporada | División         | PJ   | Goles | PJ          | Goles       | PJ   | Goles | PJ    | Goles |
| ------- | --------- | ---------------- | ---- | ----- | ----------- | ----------- | ---- | ----- | ----- | ----- |
| Guaraní | 2004      | Primera División | 36   | 10    | -           | -           | -    | -     | 36    | 10    |
| Total   | Total     | Total            | -    | -     | -           | -           | -    | -     | -     | -     |